# 더 레이서 (영화)
《더 레이서》(The Racer)는 2020년 공개된 스포츠 드라마 영화이다.

## 출연
- 루이스 탈페 - 도미니크 "돔" 샤볼 역
- 마테오 시모니 - 루포 "타타레" 마리노 역
- 타라 리 - 린 브레넌 역
- 이언 글렌 - 소니 메켈혼 역
- 카렐 로덴 - 바이킹 역
- 티모 와그너 - 스테파노 드라고 역
- 디오고 시드 - 엔조 역
- 워드 케어먼스 - 리오넬 다르동 역
- 폴 로버츠 - 에릭 슐츠 역